# Église de Notre-Sauveur de Copenhague
L'église de Notre-Sauveur (en danois: Vor Frelsers Kirke) est une église baroque de Copenhague, au Danemark, dans le quartier de Christianshavn, l'église est célèbre pour sa flèche en spirale et son escalier en colimaçon externe, qui offre une large vue sur le centre-ville de Copenhague.
Elle est également connue pour son carillon, qui joue des mélodies toutes les heures de 8 h à minuit. L'église avec sa flèche mesure 90 mètres.

## Histoire
Lorsque Christian IV fait construire Christianshavn à partir de 1617, le nouveau quartier a besoin d'une église. Une église provisoire est construite en 1639, sur le site actuel de l'église de Notre Sauveur, mais le bâtiment actuel conçu par Lambert van Haven (en) n'a quant à lui été construit qu'à partir de 1682, avant d'être inauguré inachevé en 1695, n'ayant, notamment, pas de flèche.
Un autel définitif est construit en 1732, mais il faut attendre 1747, pour que les plans de la flèche soient dessinés par Lauritz de Thurah. Celle-ci est approuvée par le roi en 1749 et inaugurée le 28 août 1752.

## Architecture
D'une hauteur totale de 90 mètres, l'église est construite dans une architecture baroque de style néerlandais, sur un plan représentant une croix équilatérale grecque. Les fondations des murs et des quatre colonnes intérieures sont en granit, alors que les murs sont en briques jaunes et rouges agencées de manière aléatoire.
La flèche en spirale noire et or est entourée d'un escalier extérieur effectuant quatre tours autour de son axe, protégé par des grilles recouvertes d'une peinture dorée. Au sommet se trouve un globe doré d'un diamètre de 2,5 mètres, sur lequel a été construite une statue dorée du Christ, de 3 mètres de haut.